# Diolcus irroratus
Diolcus irroratus é uma espécie de inseto da família Scutelleridae. Pode ser encontrada no mar do Caribe e na América do Norte.

## Distribuição
Este inseto é endêmico da Flórida, Cuba, Jamaica e Hispaniola.